# Julius Brents
Julius Brents (Indianapolis, 18 gennaio 2000) è un giocatore di football americano statunitense che milita nel ruolo di cornerback per gli Indianapolis Colts della National Football League (NFL).

## Carriera universitaria
Brents iniziò la carriera nel college football ad Iowa, giocandovi dal 2018 al 2020. Complessivamente vi disputò 18 partite, di cui 5 come titolare, con 17 tackle e un intercetto. Prima della stagione 2021 si trasferì a Kansas State. Lì giocò per due anni, scendendo in campo in 27 partite come titolare, con 94 placcaggi e 5 intercetti. Nell'ultima stagione fu inserito nella formazione ideale della Big 12 Conference.

## Carriera professionistica
Brents fu scelto nel corso del secondo giro (44ª scelta assoluta) del Draft NFL 2023 dagli Indianapolis Colts. Nella sua stagione da rookie mise a segno 43 tackle, un intercetto e un fumble forzato in 9 presenze, di cui 8 come titolare.